# Megváltó Krisztus-székesegyház

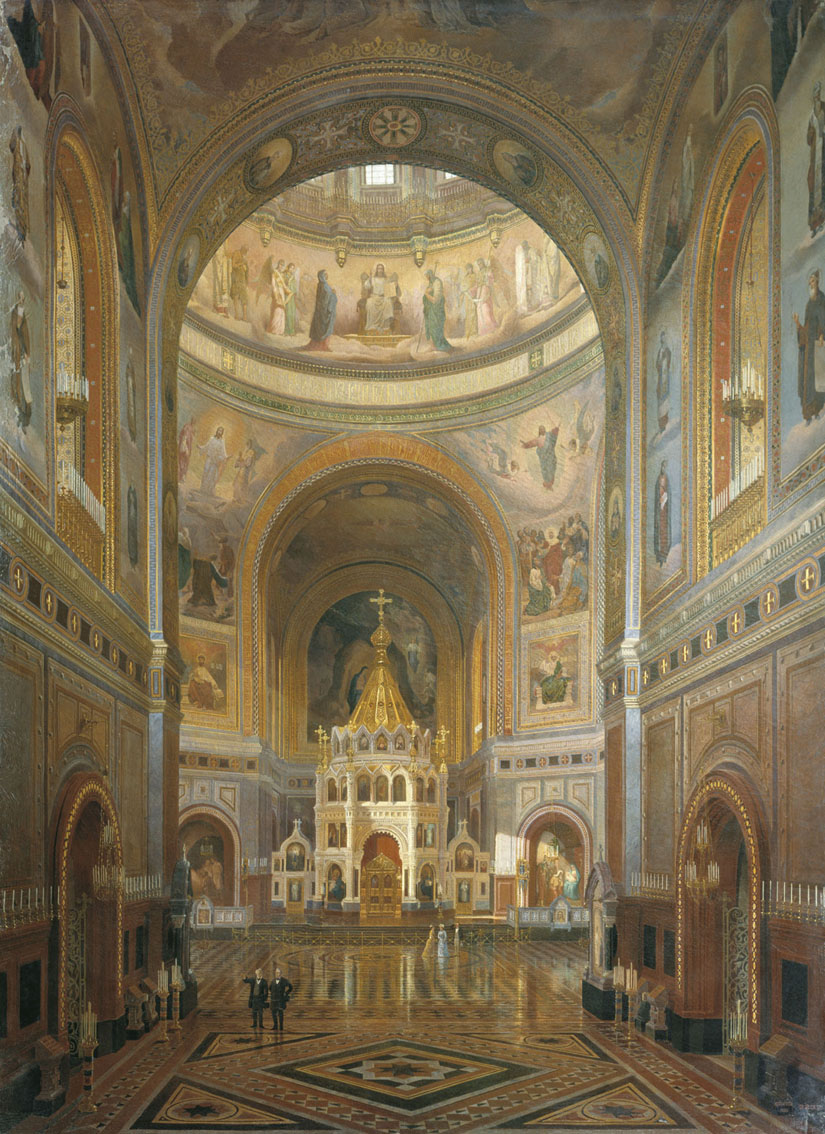
Az első székesegyház belseje. Festmény 1883-ból

A Megváltó Krisztus-székesegyház (oroszul Кафедральный Соборный храм Христа Спасителя (во имя Рождества Христова)) a világ legmagasabb ortodox temploma (103 m). Moszkvában található, a Moszkva folyó mellett, pár utcányira a Kremltől.

## Az első székesegyház
Miután Napóleon katonái elhagyták Moszkvát 1812. december 25-én, I. Sándor orosz cár nyilvános fogadalmat tett, hogy katedrálist épít a Megváltó Krisztusnak szentelve. Ezzel fejezve ki „hálánkat az isteni gondviselésnek, mely megmentette Oroszországot attól a balsorstól, mely beárnyékolta őt”.
Az első befejezett építészeti tervet 1817-ben hagyta jóvá I. Sándor. Ez egy késő gót, neoklasszikus vázlat volt, tele szabadkőműves jelképekkel. Az építészeti munkákat Moszkva legmagasabb pontján, a Veréb-hegyen kezdték el, de az építkezési terület megbízhatatlannak bizonyult.
Időközben I. Sándor örökébe fivére, I. Miklós lépett. Az új cár mélységes ortodox hazafi volt, és nem kedvelte a nyugati eredetű neoklasszicista stílust és a szabadkőműves szimbólumokat. Megbízta kedvenc építészét, Konsztantyin Tont, hogy készítsen egy új tervet, modellként a konstantinápolyi Hagia Szophia székesegyházat felhasználva. Thon neobizánci tervét 1832-ben hagyta jóvá I. Miklós cár. 1837-ben az új építési területet is személyesen a cár választotta ki. Az építkezés megkezdéséhez egy kolostort és egy templomot át kellett telepíteni, így az alapkő letételére egészen 1839-ig nem került sor.
A katedrálist éveken keresztül építették, és 1860-ig nem is emelkedett ki az állványzat mögül. Az épület belsejének díszítésén Oroszország legjobb festői, (Ivan Kramszkoj, Vaszilij Szurikov, Vaszilij Verescsagin) még 20 éven át dolgoztak. A katedrálist 1883-ban, III. Sándor orosz cár koronázásának napján szentelték fel. A felszentelést megelőző évben itt mutatták be Csajkovszkij 1812 nyitányát.
A templom belső szentélye kétszintes karzattal volt körülvéve. Ennek falai pompás márvánnyal, gránittal és drágakövekkel voltak kirakva. A galéria földszintjén állítottak emléket az orosz seregek Napóleon felett aratott győzelmének. A falon több mint ezer négyzetméter felületet elfoglaló carrarai fehér márvány emléktáblát helyeztek el. Ezen felsorolták az 1812-es Honvédő háború parancsnokait, ezredeit és csatáit (a kitüntetésekkel és veszteségekkel együtt). A galéria második emeletét a templom kórusa foglalta el.

## Az első templom lerombolása

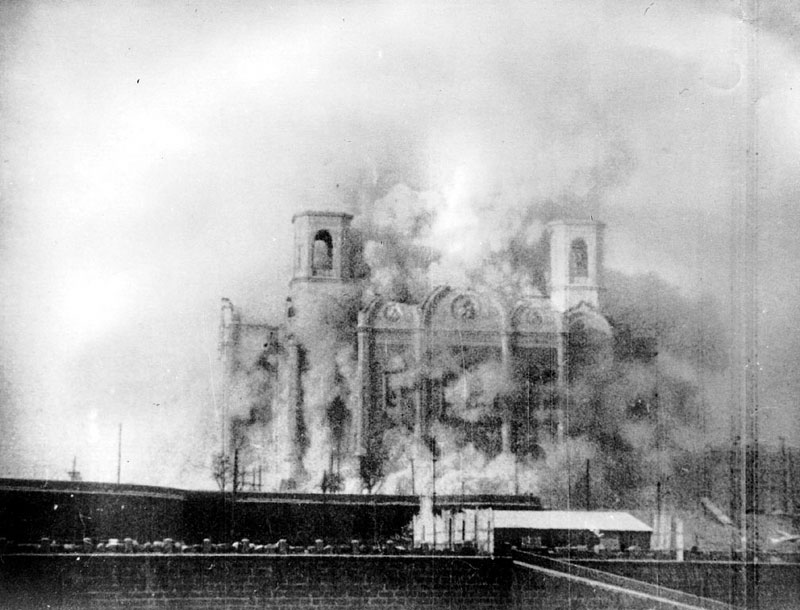
A templom felrobbantása 1931-ben.

A forradalmat, de még inkább Lenin halálát követően a szovjetek ezt a kiemelkedő területet választották ki a szocializmus emlékművének, a Szovjetek Palotájának a számára. Hatalmas épületet terveztek, ez az épület egy óriási, áldásra emelt kézzel álló Lenin szobor talapzatául szolgált volna.
1931. december 5-én Sztálin miniszterelnökének, Kaganovicsnak az utasítására a Megváltó Krisztus székesegyházat felrobbantották. Egy robbantás nem volt elegendő, hogy lerombolják a templomot, és több mint egy évig tartott a romeltakarítás. Az eredeti márvány domborműveket megőrizték és a Donszkoj monostorban állították ki. A falakat borító márvány lapokkal a Kropotkinszkaja és az Ohotnij Rjad metróállomások falát burkolták be, a templom padjai pedig a Novokuznyeckaja metróállomásra kerültek. Hosszú időkön keresztül ezek voltak egyedüli emlékeztetői a valaha épült legnagyobb ortodox templomnak.
A Szovjetek Palotájának építése az alapok kiásásakor a közeli Moszkva folyóból szivárgó víz miatt félbeszakadt. Időközben kitört a második világháború. A kiásott és elárasztott alapgödör érintetlenül volt, míg Nyikita Hruscsov idején át nem alakították Moszkva valaha volt legnagyobb szabadtéri uszodájává.

## Az újjáépítés
A szovjet rendszer bukásával, 1990 februárjában az orosz ortodox egyház engedélyt kapott a Megváltó Krisztus székesegyházának újjáépítésére. Az ideiglenes alapkövet már az 1990-es év végén lerakták. Alekszej Gyenyiszov restaurátor erkölcsi kötelességének érezte, hogy az eredeti székesegyház pontos mását tervezze meg.
Az újjáépítési alapítványt 1992-ben hozták létre, és 1994-re már jelentős összeget fizettek be a moszkvaiak. Mire az építkezés lendületbe jött, Gyenyiszovot leváltotta Zurab Cereteli, aki számos vitatott újítást vezetett be. Például: az eredeti márvány domborműveket modern, bronzból készültekre cserélte, amelyekhez hasonlót csak keveset találunk az orosz templomépítészetben, ha egyáltalán találunk. 1996-ban az alsó templomot Jézus megdicsőülésének szentelték. Az elkészült Megváltó Krisztus katedrálist Jézus megdicsőülésének napján, 2000. augusztus 19-én szentelték fel.
Az új templom alatt egy hatalmas díszterem van az egyház számára, ahol 2000-ben szentté avatták az utolsó orosz cárt és családját.
Itt ravatalozták fel a szovjet éra utáni Oroszországi Föderáció első elnökét, Borisz Jelcint, aki szívbénulásban halt meg 2007. április 23-án.

## Galéria

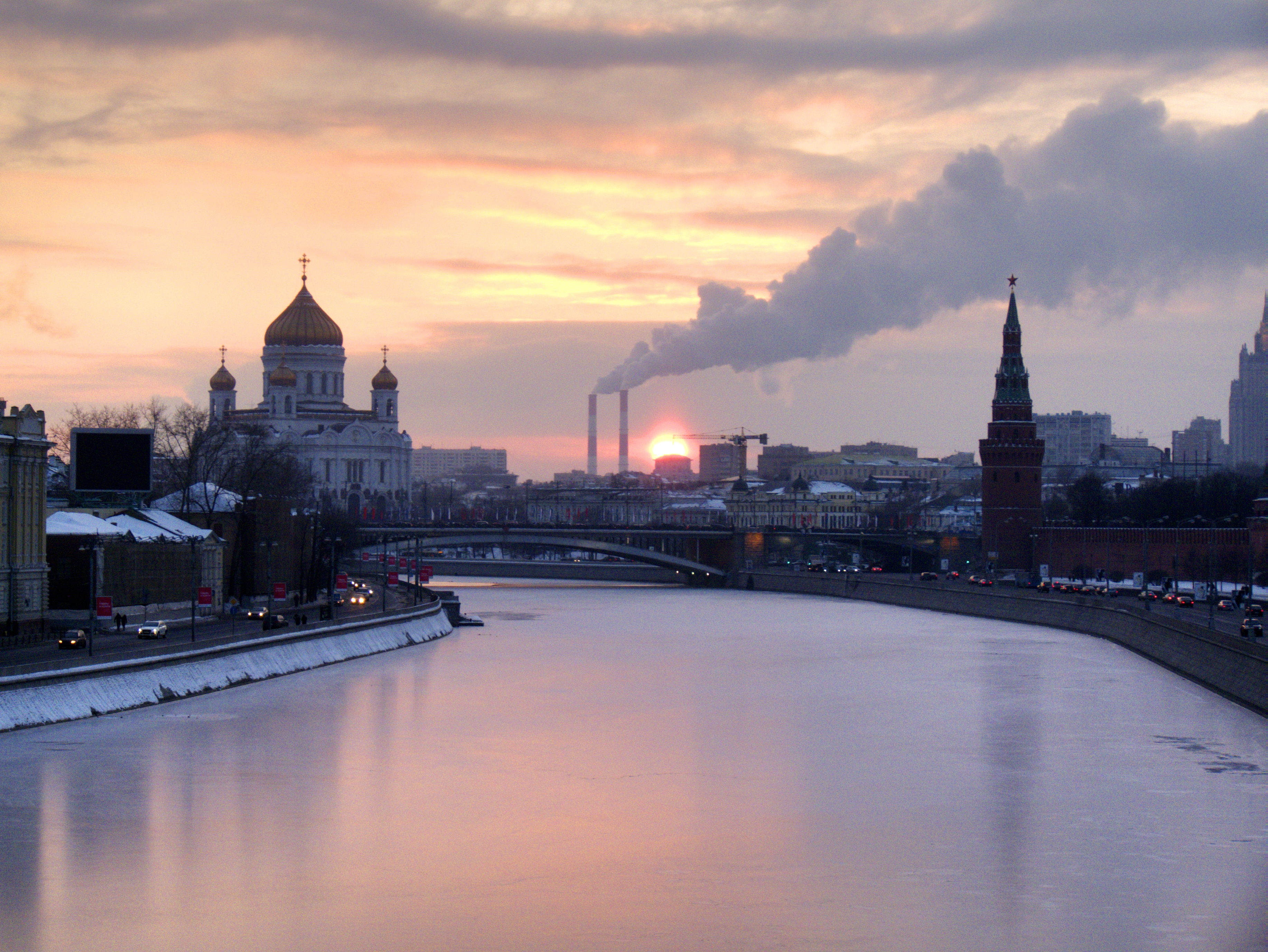
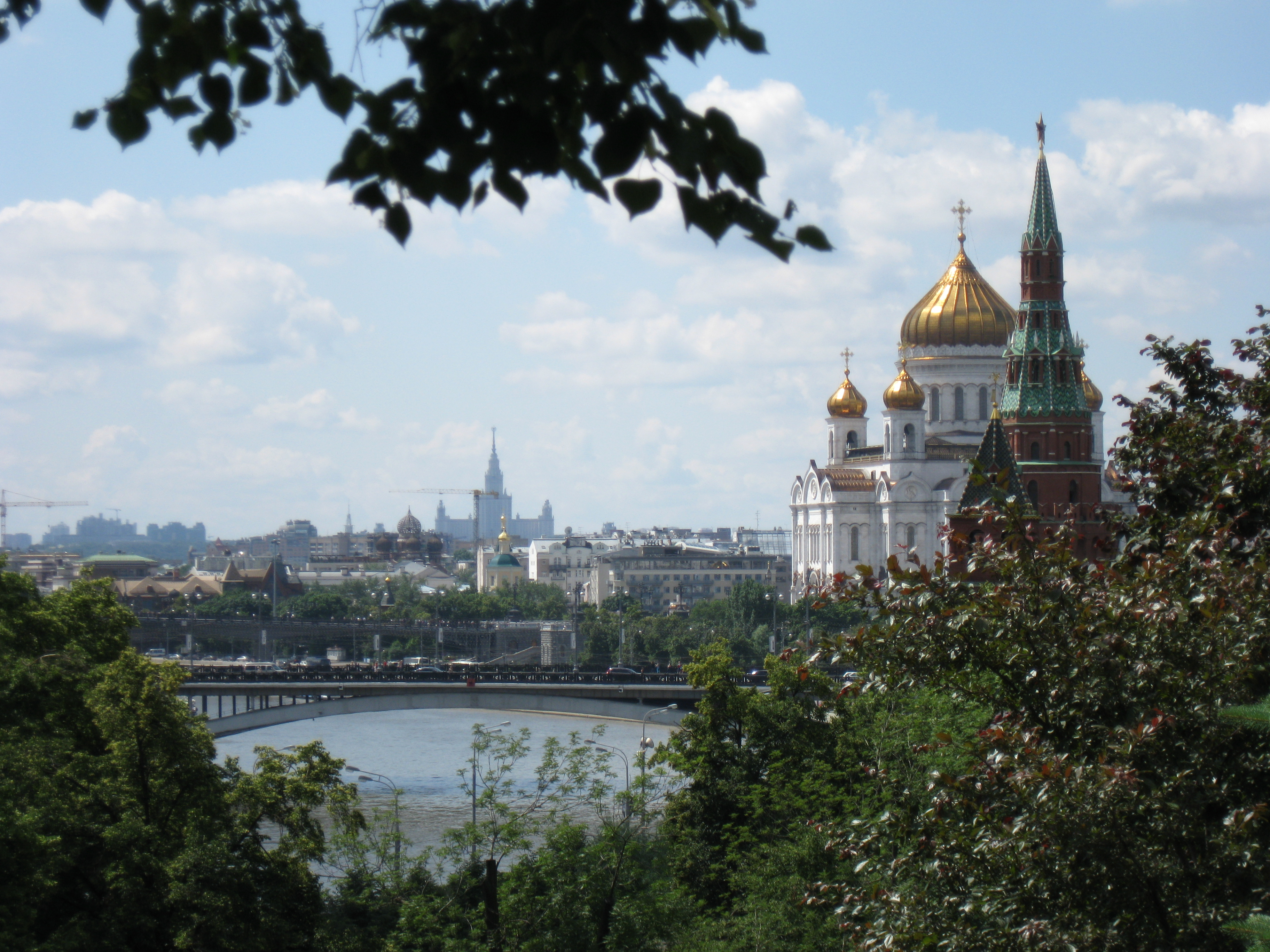
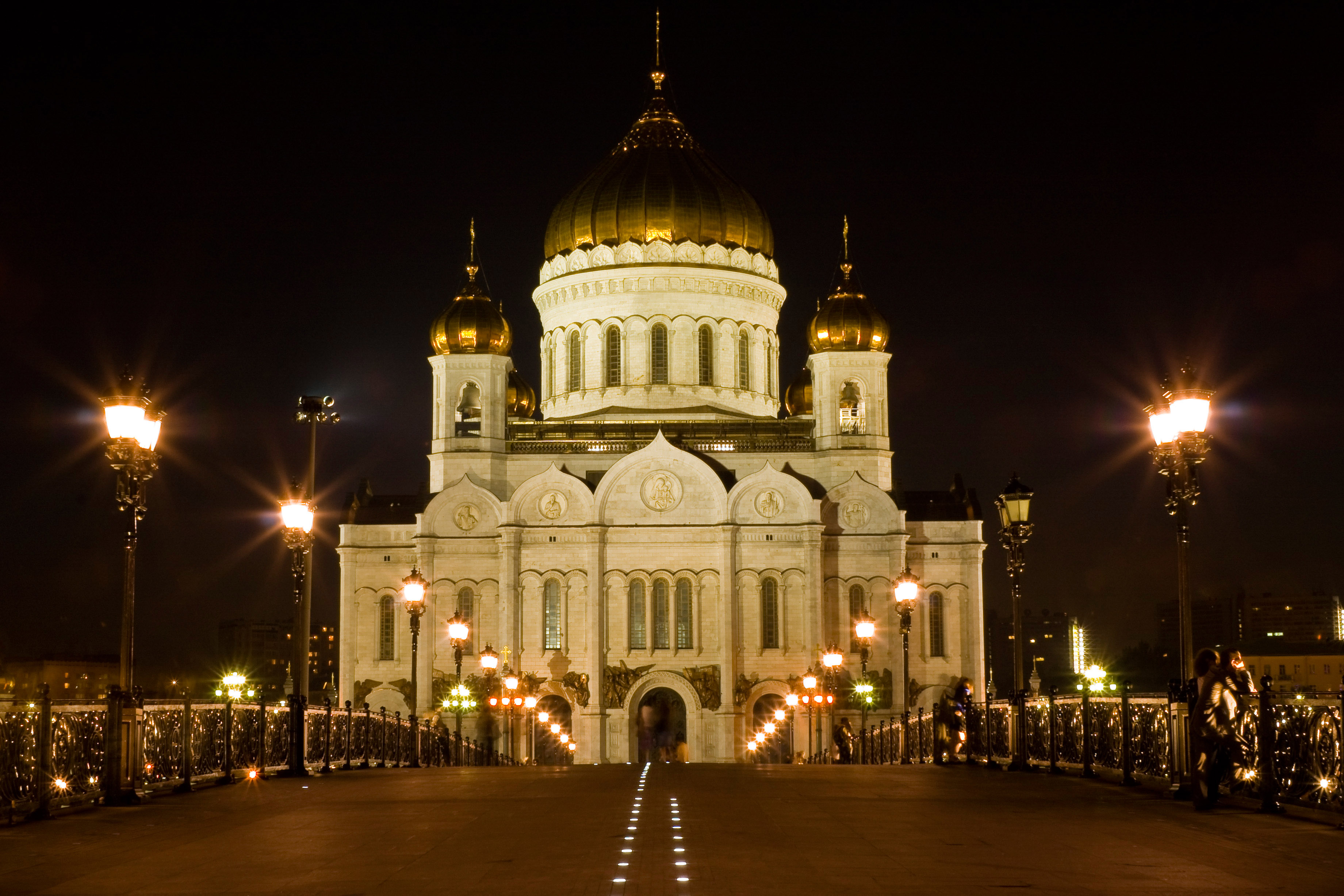
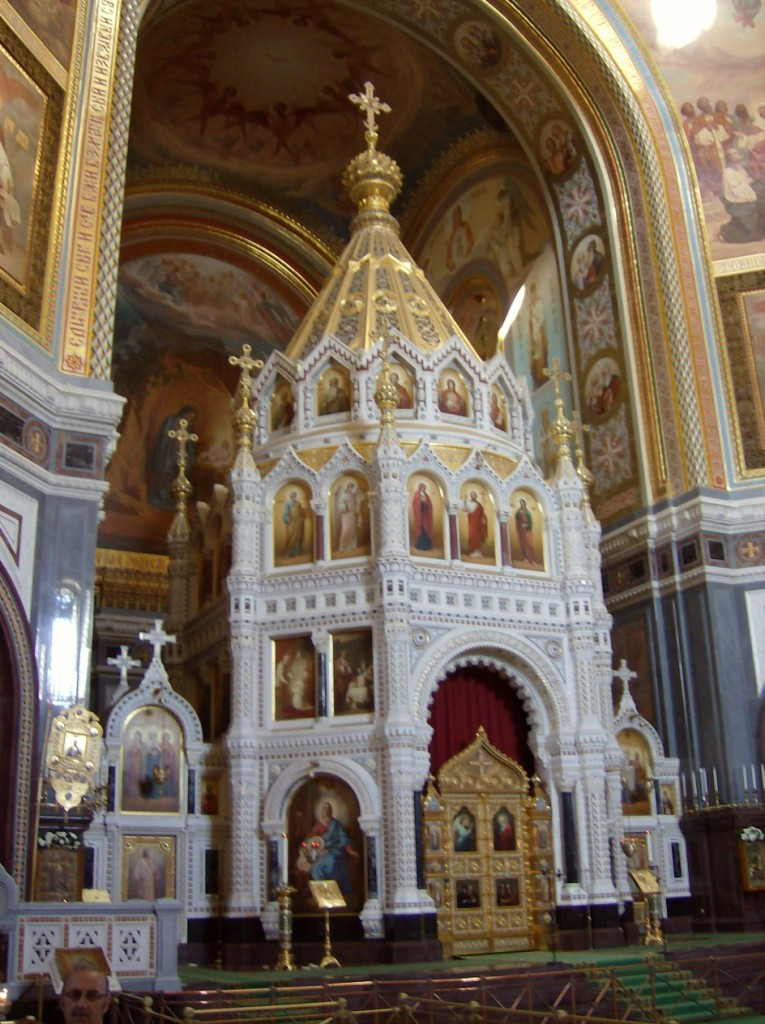
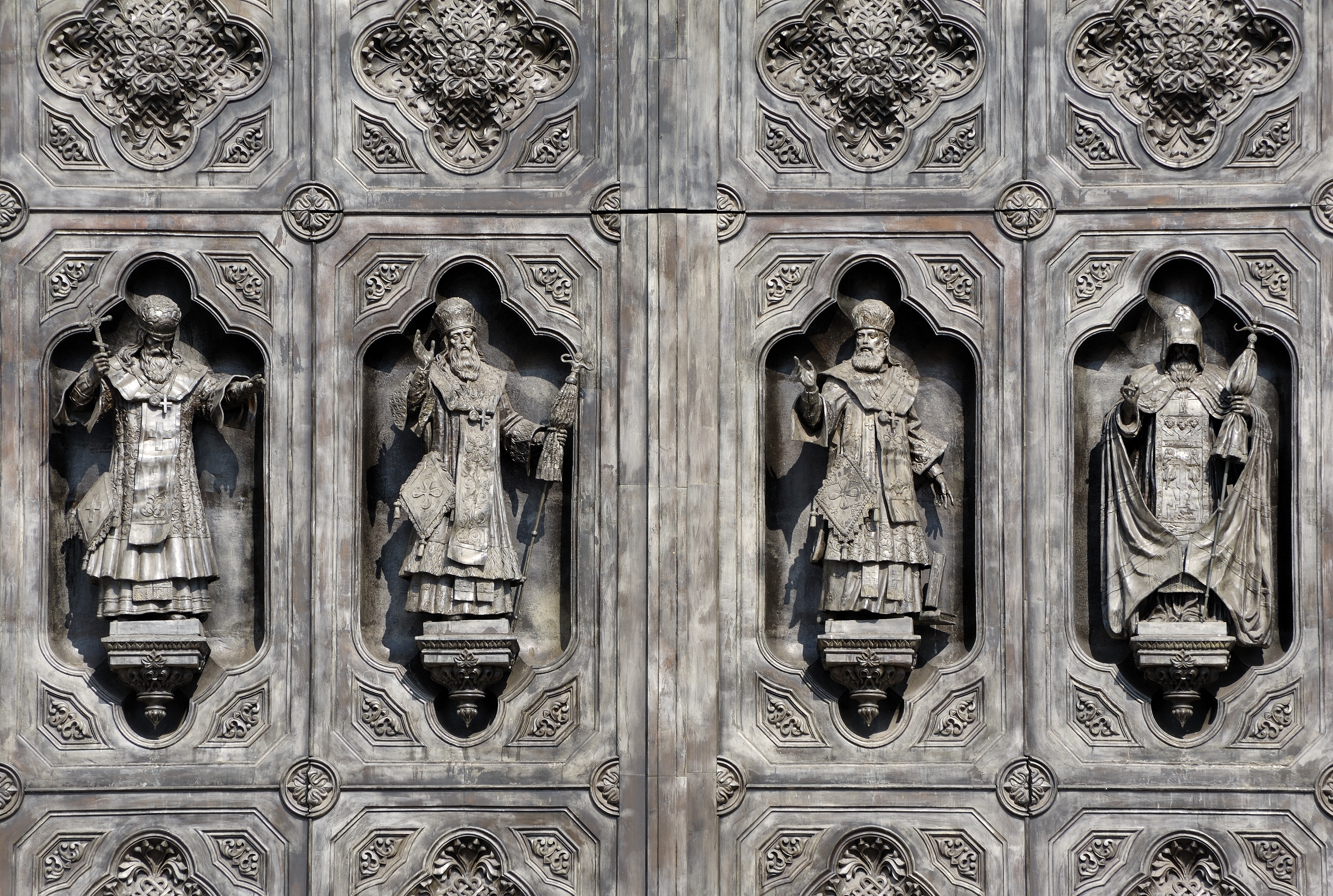